# Anastrolos apasta
Anastrolos apasta är en fjärilsart som beskrevs av Turner 1924. Anastrolos apasta ingår i släktet Anastrolos och familjen ädelspinnare. Inga underarter finns listade i Catalogue of Life.